# Discus patulus
Discus patulus är en snäckart som först beskrevs av Gérard Paul Deshayes 1830.  Discus patulus ingår i släktet Discus och familjen Discidae. Inga underarter finns listade i Catalogue of Life.